# Sidi Abdallah Al Khayat
Sidi Abdallah Al Khayat  (in arabo سيدي عبد الله الخياط‎?) è un centro abitato e comune rurale del Marocco situato nella prefettura di Meknès, regione di Fès-Meknès. Conta una popolazione di 11 227 abitanti (censimento 2014).